# Santa María de Bóveda
Bóveda (llamada oficialmente Santa María de Bóveda) es una parroquia y una aldea española del municipio de Lugo, en la provincia de Lugo, Galicia.

## Geografía
Limita con las parroquias de Pedreda y Carballido al norte, Vilachá al este, Coeo, Recimil y Ángeles al sur, y con la ciudad de Lugo al oeste.

## Organización territorial
La parroquia está formada por diez entidades de población:
- Abeledo
- Barbaín
- Bóveda
- Buratai
- Castro (O Castro de Bóveda)
- Coeo
- Farxocos
- Luxilde
- Malle
- Xesús de Nazaret (O Carqueixo)

## Demografía

### Parroquia
| Gráfica de evolución demográfica de Bóveda (parroquia) entre 2000 y 2020 |
|                                                                          |
| Datos según el nomenclátor publicado por el INE.                         |

### Aldea
| Gráfica de evolución demográfica de Bóveda (aldea) entre 2000 y 2020 |
|                                                                      |
| Datos según el nomenclátor publicado por el INE.                     |